# Benjamin Schreer
Benjamin Schreer ist ein deutscher Politikwissenschaftler.

## Leben
Von 1995 bis 2001 studierte er politische Wissenschaft, englische Philologie und neuere deutsche Literaturwissenschaft an der Christian-Albrechts-Universität Kiel und der Coventry University. Von 2001 bis 2003 war er wissenschaftlicher Mitarbeiter am Institut für Sicherheitspolitik der Universität Kiel. Von 2003 bis 2008 war er wissenschaftlicher Mitarbeiter der Stiftung Wissenschaft und Politik (SWP), Berlin, seit 2005 stellvertretender Forschungsgruppenleiter der Forschungsgruppe Sicherheitspolitik. Nach der Promotion zum Dr. phil. 2008 an der Christian-Albrechts-Universität Kiel war er seit 2008 Co-Leiter der Forschungsgruppe „Konfliktgeneratoren“ im Exzellenzcluster, Universität Konstanz, zusammen mit Timo Noetzel. Er lehrt und forscht in Sicherheits- und Strategiestudien mit Schwerpunkt auf der Region Asien-Pazifik an der Macquarie University.
Seine Forschungsschwerpunkte sind strategische Sicherheitspolitik, transatlantische Sicherheits- und Verteidigungspolitik.

## Schriften (Auswahl)
- The Howard legacy. Australian military strategy, 1996 – 2007. Frankfurt am Main 2008, ISBN 978-3-631-58477-4.
- mit Patrick Keller: Von der nuklearen Teilhabe zur europäischen Abschreckungsstrategie?. Sankt Augustin 2009, ISBN 978-3-941904-29-3.
- Strategy. Planning the unthinkable war. 'Airsea battle' and its implications for Australia. Barton 2013, ISBN 978-1-921302-81-7.
- als Herausgeber mit Andrew Tan: Terrorism and insurgency in Asia. A contemporary examination of terrorist and separatist movements. London 2019, ISBN 978-1-85743-918-2.